# 柳达摩
柳达摩（？—556年），河东郡解县（今山西省运城市临猗县）人，出自河东柳氏东眷，伏波将军、司徒仓曹参军柳俊起长子，东魏、北齐官员。

## 生平
柳达摩在东魏武定末年官至阳城郡太守。天保六年十一月己卯（555年12月1日），北齐派遣五千士兵渡过长江占领姑孰，以响应徐嗣徽和任约。十一月庚辰（555年12月2日），北齐又派遣安州刺史翟子崇、楚州刺史刘士荣、淮州刺史柳达摩率领士兵一万人，从胡墅输送米三万石、马一千匹进入石头城。
十一月甲辰（12月26日），徐嗣徽等人进攻冶城的营栅，陈霸先率领精锐甲士从西明门出击，徐嗣徽大败，他将柳达摩等人留下守城，自己前往采石迎接齐军的援兵。
十二月丙辰（556年1月7日），陈霸先命令把全军分成纵队，向着冶城立航渡兵，攻打齐军水南的二道栅栏防线。柳达摩等渡过淮河布下阵式，陈霸先督率战士猛烈进攻，放火烧栅栏，齐军大败，争船逃跑，互相拥挤掉入水中淹死的有数千人。当时百姓在淮河两岸观看，呼喊声惊天动地。陈霸先部下将士乘胜掩杀，个个以一当百，缴获了齐军的所有船只，齐军胆颤心惊，退回石头城。
十二月己未（556年1月10日），陈霸先四面围攻石头城，从辰时到酉时，攻占了城东北面的小城，到夜晚战斗仍未停止，陈霸先又塞住建康城中原有的水井，城中没有水喝，一合水贵到换取一升米，一升米又贵到可以换一匹绢，有人炒米为食。柳达摩对部下说：“不久前北方童谣说：‘石头捣两裆，捣青复捣黄’。侯景穿着青衣在此失败，如今我军穿黄衣，难道是童谣应验了？”十二月庚申（556年1月11日），柳达摩派使者侯子钦和刘士荣等人向陈霸先求和，要求南梁送上质子。陈霸先就把侄子陈昙朗和永嘉王萧庄、丹杨尹王冲的儿子王珉作人质，与北齐人在城外宰杀牲畜订立盟约，允许追随北齐的将士和部曲按自己的意愿选择归居南方或北方。十二月辛酉（556年1月12日），陈霸先在石头城南门集中数万人摆列军阵，送北齐军队北归。回到北齐后，柳达摩被齐文宣帝高洋诛杀。